# Joan Cabero i Pueyo
Joan Cabero i Pueyo   (Barcelona, 1956) es un tenor català nascut a Barcelona el any 1956. Va començar els seus estudis amb els seus pares (Manel Cabero i Montserrat Pueyo) continuant al Conservatori Municipal de Música de Barcelona. Com tenor líric ha excel·lit interpretant oratoris i lieder, a més de la seva tasca operística a on destaquen els seus papers com el Cantant d'El cavaller de la rosa de Richard Strauss o el Timoter de L'Holandès errant de Richard Wagner. Destaca l'èxit al Liceu l'any 1993 amb Così fan tutte.